# Inter mirifica
Inter mirifica (česky doslova Mezi zázraky) s podtitulem „dekret o sdělovacích prostředcích“ je jedním ze 16 magisteriálních dokumentů, který vznikl během Druhého vatikánského koncilu. Přijat byl v poměru 1960 proti 164 hlasům biskupů. Vyhlášen byl papežem Pavlem VI. 4. prosince 1963. Název dokumentu vychází z jeho prvních slov „Inter mirifica technicae artis inventa“ („Z podivuhodných technických vynálezů“).
Skládá se z 24 bodů, jejichž cílem je řešit otázky a problémy sociální komunikace. Inter mirifica identifikuje sociální komunikaci jako tisk, kino, televizi a další podobné typy komunikačních rozhraní. Termín sociální komunikace se kromě obecnějšího použití stal v dokumentech katolické církve preferovaným termínem pro označení médií nebo hromadných sdělovacích prostředků. Jako termín má výhodu širší konotace – veškerá komunikace je sociální, ale ne každá komunikace je „masová“. Ve skutečnosti se však oba termíny používají jako synonyma. 
Církev tímto textem reagovala na rostoucí vliv masových médií ve společnosti: „Matka církev dobře ví, že tyto prostředky při správném používání prokazují lidstvu velké služby, neboť velmi přispívají k osvěžení a vzdělání ducha a k šíření i upevňování Božího království. Církev také ví, že jich mohou lidé používat proti záměru božského Stvořitele a k vlastní škodě.“ Dokument podpořil právo všech lidí na světě na přesné a necenzurované informace. Zároveň však apeloval na mravní odpovědnost novinářů, aby měli vždy na zřeteli obecné blaho. Zdůraznil také povinnost rodičů chránit děti před tiskovinami se závadným obsahem. Dekret vyzval k rozvoji katolicky orientovaného tisku a televizního i rozhlasového vysílání, sloužícího jako užitečný nástroj pastorace, a ke zvyšování mediální gramotnosti duchovních i laiků.
Jako důsledek tohoto dokumentu byla roku 1964 založena Papežská rada pro sdělovací prostředky. Katolická církev také od roku 1967 slaví neděli před Letnicemi jako Světový den sdělovacích prostředků. 

## Historické pozadí
Zatímco Inter mirifica byla jedním z prvních dekretů, které byly během II. vatikánského koncilu uzavřeny, samotný dokument prošel během svého vývoje mnoha návrhy. Bylo připraveno více než 70 návrhů Inter mirifica, avšak ze všech těchto návrhů bylo pouze devět připraveno ke konečnému schválení vatikánským koncilem. První návrh Schema konstituce o prostředcích sociální komunikace byl spolu s dalšími šesti do července 1962 vytvořen do jednoho svazku. Tento návrh dokumentu se skládal z úvodu (č. 1–5), učení církve (6–33), apoštolátu církve v terénu (34–48), disciplíny a církevního řádu (49-63), různých prostředků sociální komunikace (64–105), dalších prostředků sociální komunikace (106–111) a závěru (112–114). Přestože diskuse o konstituci Inter mirifica trvala krátce (23. – 27. listopadu 1962), dokument doznal drastických změn. Konečný návrh, zkrácený na čtvrtinu původní délky, obsahuje úvodní část, dvě krátké kapitoly a závěr.

## TémataInter mirifica
- potřeba pastorační směrnice
- odpovědnost církve za monitorování používání sociálních komunikačních prostředků a médií a zajištění duchovního blaha celého církevního společenství
- odpovědnost jednotlivce za zajištění vlastního blaha a za to, aby si nezpůsobil „duchovní újmu“[4]
- odpovědnost sdělovacích prostředků, včetně těch, které se podílejí na jejich produkci

## Shrnutí

### Úvod (1–2)
1. Koncil konstatuje, že člověk s Boží pomocí vytvořil mnoho prostředků sociální komunikace.[5] Tyto prostředky sociální komunikace mohou být použity k oslovení všech typů lidí na celém světě a mohou být použity ke vzdělávání a informování. Katolická církev uznává, že pokud se tyto prostředky sociální komunikace správně používají, mohou lidstvu velmi prospět. Naopak, pokud jsou používány nevhodně, jsou neuvěřitelně škodlivé.[6] Autoři uvádějí, že Inter mirifica se bude zabývat problematickými otázkami sociálních médií a způsoby, jak může církev tyto problémy napravit.[6]

### První kapitola: Nauka církve (3–12)
1. Autoři dokumentu Inter mirifica uvádějí, že církev má právo využívat prostředky sociální komunikace k hlásání evangelia a ke spáse.[7]
2. Dekretu zabývá třemi otázkami morálky v rámci sociální komunikace: 
  1. Média jsou povinna poskytovat správné, pravdivé a přesné zprávy, neboť Koncil se domnívá, že přístup k informacím je s ohledem na jejich situaci jedním z lidských práv.[8]
  2. Ve zpravodajství se objevuje otázka morálky. Koncil trvá na tom, že zpravodajství může být účinně poskytováno pouze tehdy, pokud jsou poskytované informace skutečně morální.[9]
  3. Ačkoli Koncil uvádí, že někdy mohou být informace škodlivé, pokud jsou spíše prospěšné než škodlivé, je nutné, aby se o nich vědělo.[10]
3. Na různých skupinách lidí také leží odpovědnost za to, že to, co si dovolí poslouchat, sledovat atd., je dobré a mravné. Existuje povinnost posluchačů vyhýbat se společenským sdělením, která by způsobila „duchovní újmu“.[11] Existuje také problém mládeže a zajištění toho, aby přijímala informace ze společenských sdělení s mírou a pod dohledem učitelů, rodičů atd. Mládež by se měla obracet na tyto vychovatele s dotazy, ale vychovatelé by měli také pečlivě dbát na to, aby to, co mládež poslouchá, bylo také vysoce mravné.[12]

### Kapitola druhá: Pastorační činnost církve (13–22)
1. Druhá kapitola dokumentu Inter mirifica ukazuje pozitivní pohled na média jako na Boží dary a vyjadřuje potřebu zdravého vztahu mezi oběma stranami. Protože Vatikánský koncil vidí, že všechny formy sdělovacích prostředků (včetně rozhlasu, televize, novin a kina) mají velký vliv na všechny lidi, věří, že všichni pracovníci sdělovacích prostředků budou dodržovat učení a přání katolické církve (jak je popsáno v první kapitole).
2. Od všech církevních autorit Vatikánský koncil očekává silný smysl pro odpovědnost a vedení. Všichni členové církve tak mohou zajistit pozitivní vyznění církve v médiích a také způsob, jakým mohou autority odstranit i případné škodlivé projekty.[13] Mezi tyto odpovědnosti patří např.:
  1. Zakládání křesťanského tisku.[14]
  2. Biskupové dohlížejí na mediální projekty ve svých diecézích.[15]
  3. Výuka vatikánských idejí o médiích a církvi s mladšími věkovými skupinami v rámci seminářů a katolických škol.[16]
3. Celkový vztah mezi katolickou církví a médii je pro Vatikánský koncil způsobem, jak napomoci rozvoji lidského bytí a jeho náboženské cesty. Prostřednictvím médií se tedy všichni jednotlivci mohou dozvědět o učení katolické církve a směřovat k pravdě a dobru.

### Závěr (23–24)
1. Koncil v závěru dokumentu Inter mirifica uvádí, že očekává vztah mezi katolickými autoritami a všemi pracovníky médií, který povede k tomu, že používání sociálních médií a komunikace bude odrážet zásady a pravidla koncilu. Díky jejich poučení budou moci všichni členové katolické církve s důvěrou přijmout tato pravidla, která povedou k dobru katolického poslání a celého lidstva.[17]

## Účinky a důsledkyInter mirifica
Bezprostřední přijetí dokumentu bylo poměrně negativní. Dokument byl silně kritizován za to, že nesplnil očekávání, a také za to, že nepřinesl žádné nové nebo odlišné myšlenky či pokyny týkající se sociální komunikace. Na závěr koncilu New York Times ve stručném hodnocení dokumentů, které vytvořil, uvedl, že tento text byl „obecně odsouzen jako nedostatečný a příliš konzervativní“. Na tyto pocity se dlouho vzpomínalo, přičemž tyto pocity přetrvávají i 40 let po vydání dekretu.
Dokument však poskytl počáteční etapu pro další církevní pokyny týkající se sociální komunikace, a to dalšími dokumenty Communio et progressio a Aetatis novae. Kromě toho z dokumentu vzešel Světový den komunikace (v plném znění: Světový den sociální komunikace), který byl vytvořen Druhým vatikánským koncilem, „aby upozornil její děti a všechny lidi dobré vůle na rozsáhlý a složitý fenomén moderních prostředků sociální komunikace, jako jsou tisk, film, rozhlas a televize, které tvoří jednu z nejcharakterističtějších not moderní civilizace“. Papež Jan Pavel II. energicky podporoval odpovědnost a pozitivní cíle v oblasti sociální komunikace nejen osobně, ale i prostřednictvím poselství pronesených v tento den a podporou Papežské rady pro sociální komunikaci.

## Pozdější dokumenty
Jak již bylo zmíněno, v návaznosti na Inter mirifica a její rozšíření vznikl později v roce 1971 dokument Communio et progressio, který byl aktualizací Inter mirifica. Další dokument Aetatis novae byl vydán v roce 1992. V roce 2005 napsal Jan Pavel II. svůj poslední apoštolský list Rychlý rozvoj na téma sociální komunikace.
Ve svém poselství „Kněz a pastorační služba v digitálním světě: Nové sdělovací prostředky ve službě slova“ kněžím u příležitosti 44. světového dne komunikace (16. května 2010), papež Benedikt XVI. kněze vyzval, aby se stali digitálními občany a zapojili se do informační společnosti: „Kněží stojí na prahu nové éry: s tím, jak nové technologie vytvářejí hlubší formy vztahů na větší vzdálenosti, jsou povoláni pastoračně reagovat tím, že dají média stále účinněji do služeb Slova..... Kdo jiný než kněz jako Boží člověk může díky své kompetenci v oblasti současných digitálních technologií rozvinout a uvést do praxe pastorační působení, které je schopno konkrétně zpřítomnit Boha v dnešním světě a představit náboženskou moudrost minulosti jako poklad, který může inspirovat naše úsilí o důstojný život v přítomnosti a zároveň budovat lepší budoucnost?“